# Derde klasse 1927-28 (voetbal België)
Het seizoen 1927/28 was de tweede editie van de Belgische Derde Klasse. De competitie vond plaats tussen september 1927 en mei 1928. De officiële naam destijds was Promotion (Bevordering of Promotie). De 42 deelnemende ploegen waren onderverdeeld in 3 reeksen van 14 ploegen. AS Renaisienne, Vilvorde FC en Tubantia FAC werden kampioen en promoveerden naar de Eerste afdeling.

## Gedegradeerde teams
Deze teams waren gedegradeerd uit de Eerste Afdeling voor de start van het seizoen:
- AS Herstalienne (12e) degradeerde na vijf seizoenen in 2e nationale.
- Sint-Ignatius SC Antwerpen (voorlaatste) degradeerde na vier seizoenen in 2e nationale.
- SRU Verviers (laatste) degradeerde na twee seizoenen in 2e nationale.

## Gepromoveerde teams
Volgende negen teams waren gepromoveerd uit de regionale afdelingen voor de start van het seizoen. Acht clubs maakten hun debuut in de nationale reeksen. Hasseltse VV was als FC Avenir Hasselt in het seizoen 1912-13 reeds in 2e nationale uitgekomen.
- Knokke FC
- Borgerhoutsche SK
- RC Wetteren
- FC Zwarte Leeuw Vilvoorde
- Namur Sports
- Union Jemappienne[1]
- Excelsior Virton
- Hasseltse VV
- La Jeunesse d'Eupen[2]

## Deelnemende teams
Deze ploegen speelden in het seizoen 1927-1928 in Bevordering. Bij elke ploeg wordt het stamnummer aangegeven. De nummers komen overeen met de plaats in de eindrangschikking:

### Reeks A
| Stam- nummer | Club                       | Plaats       | #  |
| ------------ | -------------------------- | ------------ | -- |
| 38           | AS Renaisienne             | Ronse        | 1  |
| 101          | Knokke FC                  | Knokke       | 2  |
| 43           | Cappellen FC               | Kapellen     | 3  |
| 46           | FC Renaisien               | Ronse        | 4  |
| 84           | Borgerhoutsche SK          | Borgerhout   | 5  |
| 221          | Sint-Niklaassche SK        | Sint-Niklaas | 6  |
| 57           | AA Termondoise             | Dendermonde  | 7  |
| 48           | SV Blankenberghe           | Blankenberge | 8  |
| 134          | SK Roeselare               | Roeselare    | 9  |
| 29           | Sint-Ignatius SC Antwerpen | Antwerpen    | 10 |
| 36           | RC Tournaisien             | Doornik      | 11 |
| 31           | VG Oostende                | Oostende     | 12 |
| 95           | RC Wetteren                | Wetteren     | 13 |
| 53           | AS Ostendaise              | Oostende     | 14 |

| 1 2 3 4 5 6 7 8 9 10 11 12 13 14 Geografische verspreiding clubs |

### Reeks B
| Stam- nummer | Club                      | Plaats     | #  |
| ------------ | ------------------------- | ---------- | -- |
| 49           | Vilvorde FC               | Vilvoorde  | 1  |
| 44           | AEC Mons                  | Bergen     | 2  |
| 40           | US de Liège               | Luik       | 3  |
| 451          | CS de Schaerbeek          | Schaarbeek | 4  |
| 82           | AS Herstalienne           | Herstal    | 5  |
| 22           | Charleroi SC              | Charleroi  | 6  |
| 246          | Olympic Club de Charleroi | Charleroi  | 7  |
| 306          | FC Zwarte Leeuw Vilvoorde | Vilvoorde  | 8  |
| 17           | FC Sérésien               | Seraing    | 9  |
| 39           | FC Humbeek                | Humbeek    | 10 |
| 143          | Jeunesse Arlonaise        | Aarlen     | 11 |
| 156          | Namur Sports              | Namen      | 12 |
| 136          | Union Jemappienne         | Jemappes   | 13 |
| 200          | Excelsior Virton          | Virton     | 14 |

| 1 2 3 4 5 6 7 8 9 10 11 12 13 14 Geografische verspreiding clubs |

### Reeks C
| Stam- nummer | Club                 | Plaats        | #  |
| ------------ | -------------------- | ------------- | -- |
| 64           | Tubantia FAC         | Borgerhout    | 1  |
| 23           | RFC Bressoux         | Luik          | 2  |
| 77           | Racing FC Montegnée  | Saint-Nicolas | 3  |
| 18           | Stade Louvaniste     | Leuven        | 4  |
| 132          | RC Tirlemont         | Tienen        | 5  |
| 65           | Hasseltse VV         | Hasselt       | 6  |
| 108          | La Jeunesse d'Eupen  | Eupen         | 7  |
| 37           | Excelsior FC Hasselt | Hasselt       | 8  |
| 206          | Victoria FC Louvain  | Leuven        | 9  |
| 42           | Ixelles SC           | Elsene        | 10 |
| 285          | Hoboken SK           | Hoboken       | 11 |
| 34           | SRU Verviers         | Verviers      | 12 |
| 5            | R. Léopold Club      | Ukkel         | 13 |
| 9            | SR Dolhain FC        | Limburg       | 14 |

| 1 2 3 4 5 6 7 8 9 10 11 12 13 14 Geografische verspreiding clubs |

## Eindstanden
| Legende                                  |
| ---------------------------------------- |
| Kampioen + promotie naar Eerste Afdeling |
| Degradatie naar Provinciale reeksen      |

### Bevordering A
|   |    |                            | P  | W  | G  | V  | +  | -   | DS  | Ptn |
| - | -- | -------------------------- | -- | -- | -- | -- | -- | --- | --- | --- |
| K | 1  | AS Renaisienne             | 26 | 16 | 6  | 4  | 58 | 33  | 25  | 38  |
|   | 2  | Knokke FC                  | 26 | 16 | 3  | 7  | 85 | 45  | 40  | 35  |
|   | 3  | Cappellen FC               | 26 | 15 | 4  | 7  | 68 | 56  | 12  | 34  |
|   | 4  | FC Renaisien               | 26 | 14 | 3  | 9  | 69 | 46  | 23  | 31  |
|   | 5  | Borgerhoutsche SK          | 26 | 10 | 8  | 8  | 45 | 40  | 5   | 28  |
|   | 6  | Sint-Niklaassche SK        | 26 | 12 | 3  | 11 | 48 | 46  | 2   | 27  |
|   | 7  | AA Termondoise             | 26 | 7  | 11 | 8  | 42 | 45  | -3  | 25  |
|   | 8  | SV Blankenberghe           | 26 | 11 | 3  | 12 | 70 | 75  | -5  | 25  |
|   | 9  | SK Roeselare               | 26 | 9  | 4  | 13 | 43 | 47  | -4  | 22  |
|   | 10 | Sint-Ignatius SC Antwerpen | 26 | 8  | 2  | 16 | 53 | 60  | -7  | 18  |
|   | 11 | RC Tournaisien             | 26 | 6  | 6  | 14 | 39 | 57  | -18 | 18  |
| D | 12 | VG Oostende                | 26 | 3  | 8  | 15 | 31 | 57  | -26 | 14  |
| D | 13 | RC Wetteren                | 26 | 4  | 2  | 20 | 20 | 101 | -81 | 10  |
| D | 14 | AS Ostendaise              | -  | -  | -  | -  | -  | -   | -   | -   |

P: wedstrijden gespeeld, W: wedstrijden gewonnen, G: gelijke spelen, V: wedstrijden verloren, +: gescoorde doelpunten, -: doelpunten tegen, DS: doelsaldo, Ptn: totaal punten
 K: kampioen en promotie, D: degradatie

### Bevordering B
|   |    |                           | P  | W  | G | V  | +  | -   | DS   | Ptn |
| - | -- | ------------------------- | -- | -- | - | -- | -- | --- | ---- | --- |
| K | 1  | Vilvorde FC               | 26 | 17 | 4 | 5  | 83 | 35  | 48   | 38  |
|   | 2  | AEC Mons                  | 26 | 16 | 4 | 6  | 89 | 37  | 52   | 36  |
|   | 3  | US de Liège               | 26 | 15 | 4 | 7  | 88 | 49  | 39   | 34  |
|   | 4  | CS de Schaerbeek          | 26 | 14 | 6 | 6  | 81 | 51  | 30   | 34  |
|   | 5  | AS Herstalienne           | 26 | 15 | 4 | 7  | 77 | 42  | 35   | 34  |
|   | 6  | Charleroi SC              | 26 | 14 | 5 | 7  | 58 | 39  | 19   | 33  |
|   | 7  | Olympic Club de Charleroi | 26 | 12 | 5 | 9  | 44 | 41  | 3    | 29  |
|   | 8  | FC Zwarte Leeuw Vilvoorde | 26 | 10 | 6 | 10 | 43 | 46  | -3   | 26  |
|   | 9  | FC Sérésien               | 26 | 10 | 5 | 11 | 51 | 55  | -4   | 25  |
|   | 10 | FC Humbeek                | 26 | 9  | 5 | 12 | 54 | 64  | -10  | 23  |
|   | 11 | Jeunesse Arlonaise        | 26 | 9  | 4 | 13 | 65 | 77  | -12  | 22  |
| D | 12 | Namur Sports              | 26 | 6  | 4 | 16 | 55 | 78  | -23  | 16  |
| D | 13 | Union Jemappienne         | 26 | 4  | 3 | 19 | 38 | 95  | -57  | 11  |
| D | 14 | Excelsior Virton          | 26 | 1  | 1 | 24 | 24 | 141 | -117 | 3   |

P: wedstrijden gespeeld, W: wedstrijden gewonnen, G: gelijke spelen, V: wedstrijden verloren, +: gescoorde doelpunten, -: doelpunten tegen, DS: doelsaldo, Ptn: totaal punten
 K: kampioen en promotie, D: degradatie

### Bevordering C
|   |    |                      | P  | W  | G | V  | +  | -  | DS  | Ptn |
| - | -- | -------------------- | -- | -- | - | -- | -- | -- | --- | --- |
| K | 1  | Tubantia FAC         | 26 | 19 | 1 | 6  | 71 | 43 | 28  | 39  |
|   | 2  | RFC Bressoux         | 26 | 16 | 4 | 6  | 87 | 54 | 33  | 36  |
|   | 3  | Racing FC Montegnée  | 26 | 14 | 3 | 9  | 74 | 55 | 19  | 31  |
|   | 4  | Stade Louvaniste     | 26 | 13 | 3 | 10 | 53 | 49 | 4   | 29  |
|   | 5  | RC Tirlemont         | 26 | 13 | 3 | 10 | 52 | 51 | 1   | 29  |
|   | 6  | Hasseltse VV         | 26 | 13 | 2 | 11 | 61 | 62 | -1  | 28  |
|   | 7  | La Jeunesse d'Eupen  | 26 | 12 | 2 | 12 | 68 | 58 | 10  | 26  |
|   | 8  | Excelsior FC Hasselt | 26 | 9  | 6 | 11 | 48 | 51 | -3  | 24  |
|   | 9  | Victoria FC Louvain  | 26 | 9  | 5 | 12 | 42 | 51 | -9  | 23  |
| T | 10 | Ixelles SC           | 26 | 10 | 2 | 14 | 51 | 63 | -12 | 22  |
| T | 11 | Hoboken SK           | 26 | 8  | 6 | 12 | 45 | 58 | -13 | 22  |
| T | 12 | SRU Verviers         | 26 | 10 | 2 | 14 | 40 | 48 | -8  | 22  |
| D | 13 | R. Léopold Club      | 26 | 8  | 4 | 14 | 65 | 89 | -24 | 20  |
| D | 14 | SR Dolhain FC        | 26 | 5  | 3 | 17 | 54 | 79 | -25 | 13  |

P: wedstrijden gespeeld, W: wedstrijden gewonnen, G: gelijke spelen, V: wedstrijden verloren, +: gescoorde doelpunten, -: doelpunten tegen, DS: doelsaldo, Ptn: totaal punten
 K: kampioen en promotie, T: Testtoernooi voor degradatie D: degradatie
De ploegen op plaatsen 10 tot 12, Ixelles SC, Hoboken SK en SRU Verviers eindigden alle drie met 22 punten, zodat een testtoernooi uitsluitsel moest brengen voor de laatste degradatieplaats. 
Testwedstrijden voor degradatie
|   |   |              | P | W | G | V | + | - | DS | Ptn |
| - | - | ------------ | - | - | - | - | - | - | -- | --- |
|   | 1 | Hoboken SK   | 2 | 2 | 0 | 0 | 8 | 2 | 6  | 4   |
|   | 2 | Ixelles SC   | 2 | 1 | 0 | 1 | 3 | 7 | -4 | 2   |
| D | 3 | SRU Verviers | 2 | 0 | 0 | 2 | 2 | 4 | -2 | 0   |

P: wedstrijden gespeeld, W: wedstrijden gewonnen, G: gelijke spelen, V: wedstrijden verloren, +: gescoorde doelpunten, -: doelpunten tegen, DS: doelsaldo, Ptn: totaal punten
 D: degradatie

## Promoverende teams
De drie reekswinnaars promoveerden naar Eerste Afdeling 1928-29 op het eind van het seizoen:
- AS Renaisienne (kampioen reeks A) promoveerde na 2 seizoenen terug naar 2e nationale.
- Vilvorde FC (kampioen reeks B) promoveerde na 2 seizoenen terug naar 2e nationale.
- Tubantia FAC (kampioen reeks C) promoveerde voor het eerst naar 2e nationale.

## Degraderende teams
De drie laatste ploegen van elke reeks degradeerden naar de regionale afdelingen op het eind van het seizoen.
- VG Oostende (12e reeks A) degradeerde na 2 seizoenen in 3e nationale en 3 seizoenen in de nationale reeksen.
- RC Wetteren (voorlaatste reeks A) degradeerde na 1 seizoen in 3e nationale.
- AS Ostendaise (door diskwalificatie laatste reeks A) degradeerde na 2 seizoenen in 3e nationale en 6 seizoenen in de nationale reeksen.
- Namur Sports (12e reeks B) degradeerde na 1 seizoen in 3e nationale.
- Union Jemappienne (voorlaatste reeks B) degradeerde na 1 seizoen in 3e nationale.
- Excelsior Virton (laatste reeks B) degradeerde na 1 seizoen in 3e nationale.
- SRU Verviers (laatste testtoernooi degradatie reeks C) degradeerde na 1 seizoen in 3e nationale en 3 seizoenen in de nationale reeksen.
- R. Léopold Club (voorlaatste reeks C) degradeerde na 2 seizoenen in 3e nationale en na 28 seizoenen voor het eerst in zijn geschiedenis uit de nationale reeksen.
- SR Dolhain FC (laatste reeks C) degradeerde na 2 seizoenen in 3e nationale en 5 seizoenen in de nationale reeksen.